# گری داکری
گری داکری (انگلیسی: Gary Dockery)(۱۵ اکتبر ۱۹۵۳ – ۱۵ آوریل ۱۹۹۷) افسر پلیس در ولدن، تنسی بود. او بعد از آسیب دیدن در سال ۱۹۸۸ به یک کما و زندگی نباتی هفت و نیم ساله رفت. در سال ۱۹۹۶ از کما بیدار شد و با هیجان به سخن گفتن لب‌گشود، دوستانش را شناخت و خاطرات گذشته را به یاد آورد. فردای آن روز او باز به کما رفت و یک سال بعد درگذشت.

## زندگی
در سپتامبر ۱۹۸۸ وقتی او برای بررسی تماس اختلال و مزاحمت محلی رفته بود، یک فرد مست به پیشانی‌اش تیر زد. پس از آن او به زندگی نباتی رفت و تنها می‌توانست گاهی پلکش را تکان بدهد و چشمک بزند. گرچه او می‌توانست با چشمک پاسخ بدهد ولی هوشیار نبود.
او به شدت سینه‌پهلو کرد و ریه‌اش جراحی شد و در فوریه ۱۹۹۶ حرکت کرد و دوباره سخن گفت. دوستانش را شناخت، نام قهرمانانش و خاطرات اردوهایش را یادش آمد. ولی روز بعد او دوباره ساکت شد.
یک سال بعد در آوریل ۱۹۹۷ او در ۴۳ سالگی بر اثر لخته شدن خون در سینه‌اش درگذشت.